# 三治重信
三治 重信（さんじ しげのぶ、1917年（大正6年）2月1日 - 1994年（平成6年）5月13日）は、日本の労働官僚、政治家。元労働事務次官。元参議院議員（民社党）。
横浜銀行取締役会長小川是は女婿。

## 経歴
愛知県西尾市出身。信太郎の五男。1939年（昭和14年）高文行政科合格。1940年（昭和15年）京都帝国大学農学部農林経済学科卒、内務省に入省。茨城県警部。
戦後労働省に移り、職業安定局長、労政局長、事務次官を歴任して退官。1972年（昭和47年）衆院選に立候補するが落選、1974年（昭和49年）の参院選で当選を果たす。（平成元年）党副委員長に就任。1992年（平成4年）引退。

## 人物像
趣味はゴルフ、テニス、読書。宗教は浄土宗。愛知県西尾市在籍。住所は東京都渋谷区本町。

## 家族・親族

### 三治家
（愛知県西尾市、東京都渋谷区本町）
- 父・信太郎[3]
- 兄・博信[3]
- 妻・百合子（田中信男次女[3]）
- 長男[3]
- 長女[3]
- 次女[3]